# توشيو ماسودا (كاتب)
توشيو ماسودا (باليابانية: 舛田利雄 ) (و. 1927  م) هو مخرج أفلام، ومخرج تلفزيوني، وكاتب ياباني، ولد في كوبه.

## التعليم
تعلم في Osaka University of Foreign Studies ‏.

## وصلات خارجية
- توشيو ماسودا على موقع IMDb (الإنجليزية)
- توشيو ماسودا على موقع روتن توميتوز (الإنجليزية)
- توشيو ماسودا على موقع ألو سيني (الفرنسية)
- توشيو ماسودا على موقع أول موفي (الإنجليزية)
- توشيو ماسودا على موقع قاعدة بيانات الأفلام السويدية (السويدية)
- توشيو ماسودا على موقع قاعدة بيانات الفيلم (الإنجليزية)
- توشيو ماسودا على موقع كينوبويسك (الروسية)